# Џес Глин
Џесика Хана Глин (енгл. Jessica Hannah Glynne; Хемпстед, 20. октобар 1989) енглеска је певачица и текстописац. Славу је стекла 2015. године песмом Rather Be са групом Clean Bandit. Касније је имала још неколико хитова као што су These Days, Hold My Hand, I'll Be There и Don't Be So Hard on Yourself. До сада је издала три студијска албума.

## Дискографија
- I Cry When I Laugh (2015)
- Always In Between (2018)
- Jess (2024)